# تپه آدینه قلی
تپه آدینه قلی مربوط به سده‌های میانه و متاخر دوران‌های تاریخی پس از اسلام است و در شهرستان بجنورد، بخش راز و جرگلان، دهستان غلامان، روستای آدینه قلی واقع شده و این اثر در تاریخ ۱۸ شهریور ۱۳۸۷ با شمارهٔ ثبت ۲۳۲۵۳ به‌عنوان یکی از آثار ملی ایران به ثبت رسیده است.